# レベッカ・メンデルスゾーン
レベッカ・ヘンリエッテ・ディリクレ（Rebecka Henriette Dirichlet, 1811年4月11日 - 1858年12月1日）、旧姓メンデルスゾーン（Mendelssohn）は、モーゼス・メンデルスゾーンの孫、ファニーとフェリックス・メンデルスゾーンの妹として知られる女性。

## 生涯
レベッカはハンブルクに生まれた。1816年に両親が彼女に洗礼を受けさせ、その時にレベッカ・ヘンリエッテ・メンデルスゾーン・バルトルディという名前になった。彼女は父アブラハムと母レア（Lea）の有名なサロンに参加するようになり、ドイツで知的文化の創造が盛んだった時代に重要な役割を果たした音楽家、画家、科学者らとの社会的交流を行った。1829年には、自宅で行われたフェリックスのジングシュピール「異国からの帰郷」の初演で傍役を務めた。彼女は後にこう記している。
私の兄と姉が私の芸術家としての名声を奪ってしまいました。うち以外の家系に生まれていれば、私は音楽家として高く評価され、もしかしたら組織を率いていたかも知れません。フェリックスとファニーが隣にいることで、私には認められようという望みを抱くことなど全くできなかったのです。
1832年、レベッカはアレクサンダー・フォン・フンボルトの紹介でメンデルスゾーン家を訪れた数学者のペーター・グスタフ・ディリクレと結婚した。彼女はゲッティンゲンで没した。